# Anarta luteola
Anarta luteola är en fjärilsart som beskrevs av Augustus Radcliffe Grote och Coleman Townsend Robinson 1865. Anarta luteola ingår i släktet Anarta och familjen nattflyn. Inga underarter finns listade i Catalogue of Life.